# Martin Olav Sabo
Martin Olav Sabo (Crosby, 28 febbraio 1938 – Minneapolis, 13 marzo 2016) è stato un politico statunitense, membro della Camera dei rappresentanti degli Stati Uniti per lo stato del Minnesota dal 1979 al 2007.

## Biografia
Figlio di immigrati norvegesi, Sabo si laureò all'Università del Minnesota e intraprese l'attività politica aderendo al Partito Democratico.
Nel 1960, all'età di ventidue anni, venne eletto alla Camera dei rappresentanti del Minnesota e dal 1973 al 1979 ne fu Presidente.
Nel 1979 abbandonò la legislatura statale per un seggio alla Camera dei rappresentanti nazionale. Rappresentando un distretto fortemente democratico, Sabo non ebbe difficoltà a farsi rieleggere ogni due anni e servì così in tutto quattordici mandati da deputato.
Tuttavia nel 2006, dopo quarantasei anni da politico, di cui ventotto al Congresso, Sabo decise di ritirarsi e abbandonò quindi la Camera. Il suo seggio venne poi occupato dal compagno di partito Keith Ellison.